# Kute Sere
Kute Sere is een bestuurslaag in het regentschap Gayo Lues van de provincie Atjeh, Indonesië. Kute Sere telt 746 inwoners (volkstelling 2010).